# Берберская работорговля

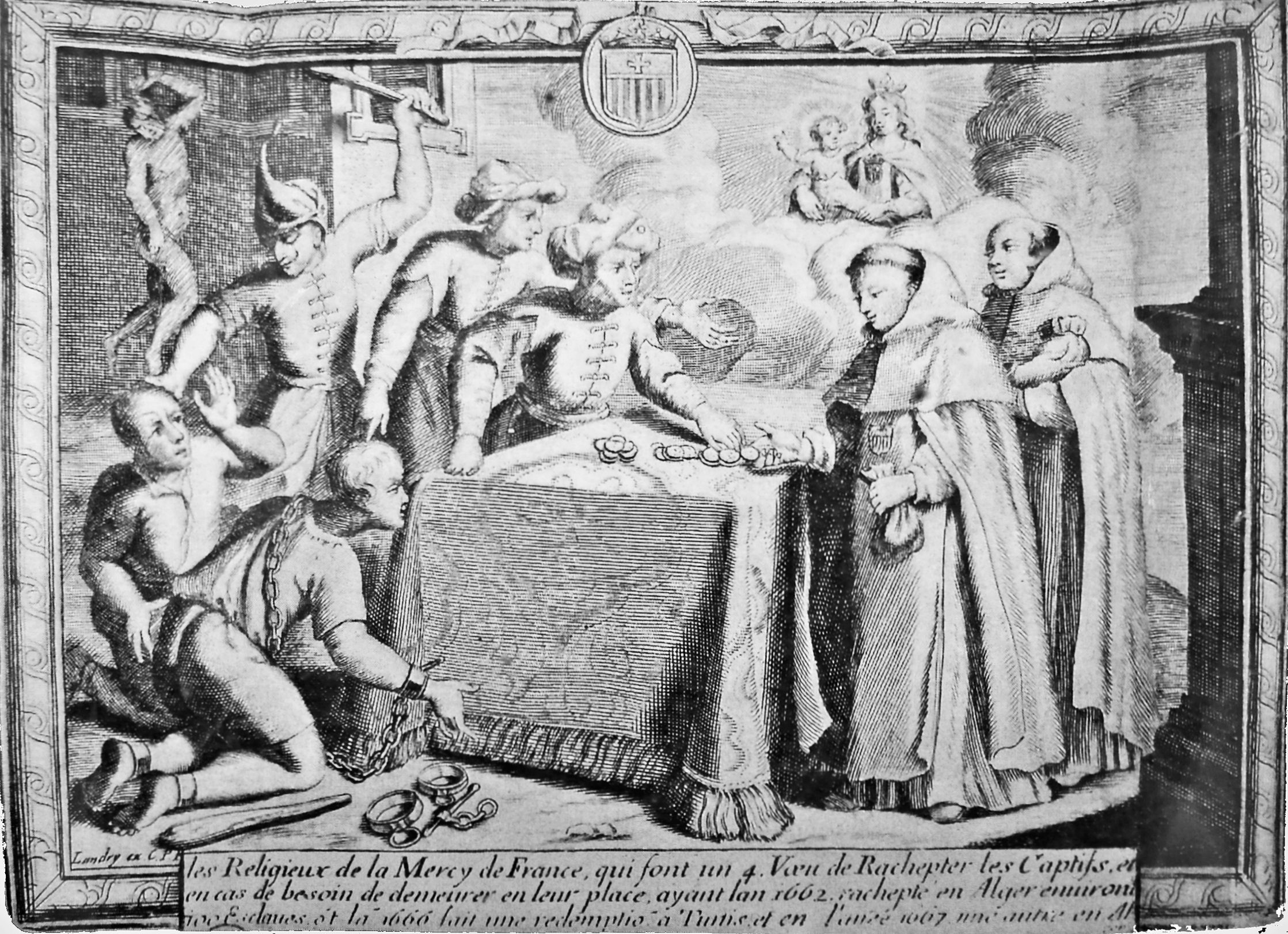
Выкуп христианских пленных мерседарскими монахами на Варварийском берегу.

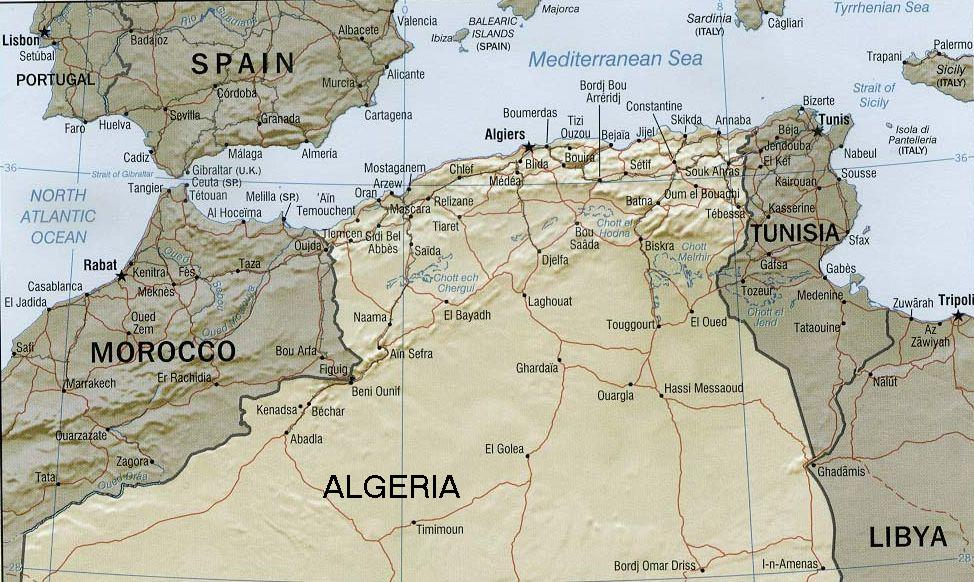
Варварийский берег.

Берберская работорговля существовала в период XVI—XVIII веков на Варварийском берегу в Северной Африке, где находились османские провинции Алжир, Тунис и Триполитания, а также независимый султанат Марокко. Османские провинции в Северной Африке номинально находились под османским сюзеренитетом, но в действительности были в значительной мере автономными.
Европейские рабы захватывались берберскими пиратами в ходе набегов на кораблях на прибрежные города от Италии до Нидерландов, Ирландии и юго-запада Британии, которые достигали на севере до Исландии, а на востоке — восточного Средиземноморья.
Османское восточное Средиземноморье было ареной интенсивного пиратства. Ещё в XVIII веке пиратство оставалось «постоянной угрозой морскому судоходству в Эгейском море».

## Масштаб

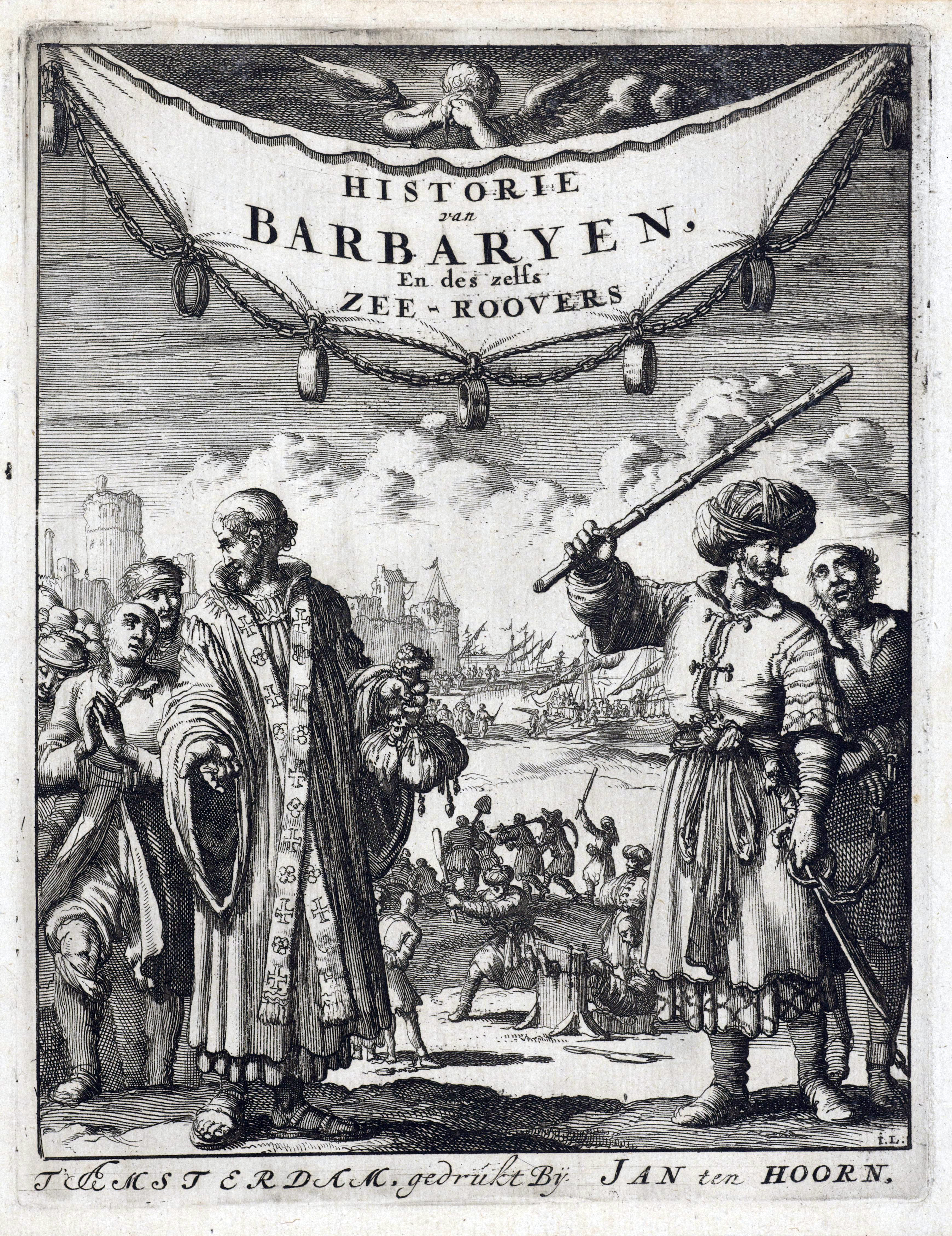
Турок и священнослужитель с христианскими рабами, Ян Луйкен, 1684

Профессор истории Университета штата Огайо Роберт Дэвис в своей книге «Христианские рабы, мусульманские хозяева: белое рабство в Средиземном море, на Варварийском берегу и в Италии, 1500—1800 гг.», утверждает, что большинство современных историков преуменьшают феномен торговли белыми рабами. По оценкам Дэвиса, только рабовладельцы из Туниса, Алжира и Триполи вывезли в рабство в Северную Африку от 1 млн до 1,25 млн европейцев с начала XVI века до середины XVIII (эти цифры не включают европейцев, которые были порабощены марокканскими и другими рейдерами и торговцами побережья Средиземного моря). Примерно 700 американцев содержались в плену в этом регионе в качестве рабов между 1785 и 1815 годами.
Другие историки оспорили цифры, которые привёл Дэвис. Питер Эрл предупреждает, что точные цифры европейских рабов трудно получить из-за того, что корсары также захватывали белых нехристиан из Восточной Европы и чернокожих из Западной Африки.

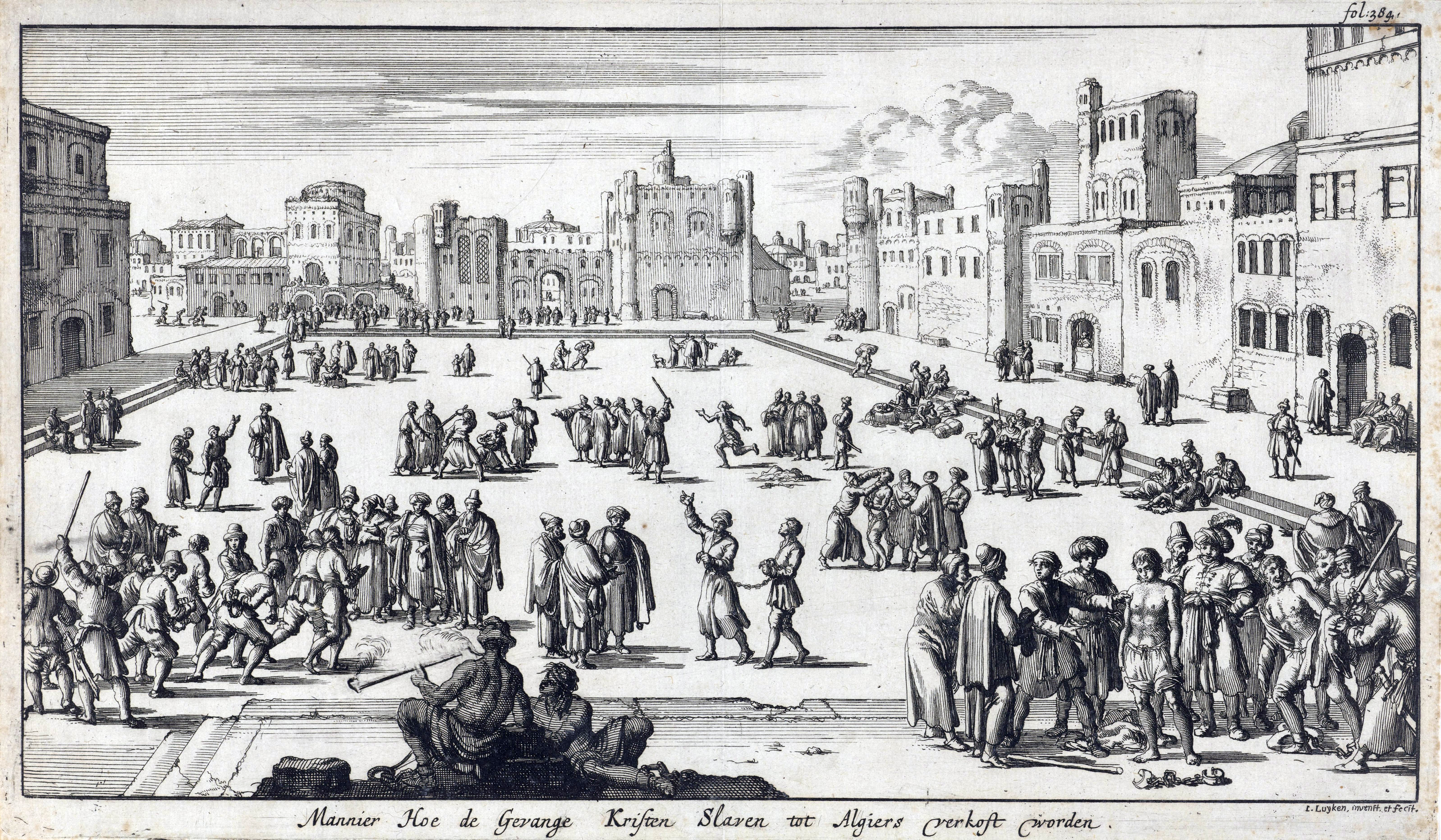
Христианские пленники продаются как рабы на площади в Алжире, Ян Луйкен, 1684

Эксперт по Ближнему Востоку и исследователь Джон Райт предупреждает, что современные оценки основаны на экстраполяциях.
Власти османского и доосманского времени не вели соответствующих официальных записей, но наблюдатели в конце 1500-х и начале 1600-х годов подсчитали, что около 35 000 европейских рабов содержались в течение всего этого периода на Варварийском берегу (в Триполитании и Тунисе, но главным образом в Алжире). Большинство были моряками (среди которых преобладали англичане), захваченными вместе со своими кораблями, но были также рыбаки и прибрежные жители. Тем не менее, большинство этих пленников были людьми из стран, расположенных близко к Африке, особенно из Италии.
Со своих баз берберские пираты совершали набеги на суда, проходившие через Средиземное море и вдоль северного и западного побережья Африки, грабя их грузы и порабощая захваченных в плен. По меньшей мере, с 1500 года пираты также совершали набеги на приморские города Италии, Испании, Франции, Англии, Нидерландов и даже Исландии, захватывая мужчин, женщин и детей. В некоторых случаях такие поселения, как Балтимор в Ирландии, были заброшены после пиратских набегов, и вновь заселены много лет спустя. Между 1609 и 1616 годами одна только Англия потеряла 466 торговых судов, которые были захвачены берберскими пиратам.
В то время как берберские корсары грабили грузы захваченных ими кораблей, их основной целью был захват немусульман для продажи в качестве рабов или для выкупа. Те, у кого была семья или друзья, которые могли бы их выкупить, содержались в плену; Самым известным из них был писатель Мигель де Сервантес, который провел в плену почти пять лет — с 1575 по 1580 год. Другие были проданы в рабство. Пленные, принявшие ислам, в основном освобождались, поскольку порабощение мусульман было запрещено; но это означало, что они никогда не могли вернуться в свои родные страны.
Таможенная статистика шестнадцатого и семнадцатого веков предполагает, что дополнительный импорт рабов из Чёрного моря в Стамбул, возможно, составил около 2,5 миллионов с 1450 по 1700 год. Размах берберской работорговли сократился после того, как Швеция и США нанесли поражение берберским государствам в Берберийских войнах (1800—1815). Экспедиция военно-морского флота США под командованием Эдварда Пребла в 1804 году задействовала канонерские лодки и укрепления в Триполи. Британская дипломатическая миссия привела к некоторой путанице в действиях, которая привела к резне. В 1816 году британские и голландские корабли осуществили тяжелый девятичасовой обстрел Алжира, что привело к принятию их ультиматума. Работорговлю окончательно прекратило французское завоевание Алжира (1830—1847). Королевство Марокко уже до того справилось с пиратством и признало Соединенные Штаты независимой страной в 1776 году.

## Происхождение
Торговля рабами существовала в Северной Африке с древних времен, при этом поставки африканских рабов осуществлялись через транссахарские торговые пути. В городах на североафриканском побережье, согласно римским источникам, находились рабские рынки, и эта тенденция продолжалась в средневековье. В XV веке, когда регион перешёл под контроль Османской империи, туда начался приток евреев-сефардов и маврских беженцев, недавно высланных из Испании после Реконкисты.
Благодаря защите Османской империи и притоку обездоленных иммигрантов берег вскоре стал известен как пристанище пиратов. Экипажи с захваченных кораблей либо обращались в рабство, либо выкупались. Между 1580 и 1680 годами около 15 000 европейцев, оказавшихся на берберских землях, приняла ислам; около половины капитанов корсаров происходила из таких вероотступников. Часть корсаров происходила из рабов, которые приняли ислам, чтобы освободиться. Однако были среди них и авантюристы, которые оказались в Северной Африке в поисках возможностей.

## Рост влияния берберских пиратов

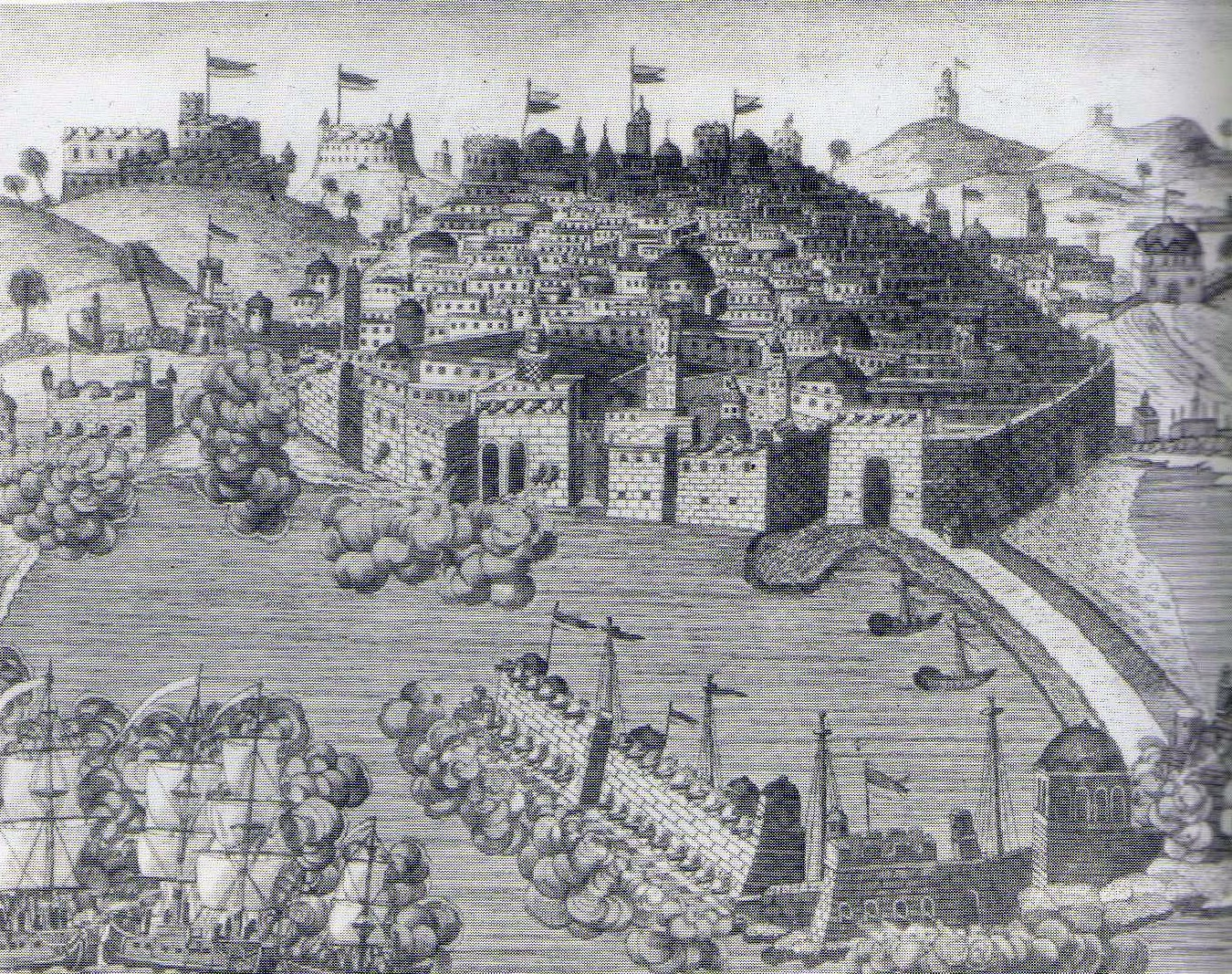
Бомбардировка Алжира в 1682 году Авраамом Дюкеном.

После того, как восстание в середине XVII века снизило до чисто номинального уровня власть османских пашей в регионе, города Триполи, Алжир, Тунис и другие фактически стали независимыми. Без большой центральной власти и её законов сами пираты начали приобретать большое влияние.
В 1785 году, когда Томас Джефферсон и Джон Адамс отправились в Лондон, чтобы вести переговоры с посланником Триполи, Сиди Хаджи Абдрахаманом, они спросили его, какое право он имел захватывать рабов. Он ответил, что «право» было «основано на законах Пророка», что в их Коране было написано, что все народы, которые не признавали авторитет Пророка, были грешниками, что они (мусульмане) имели право и обязаны воевать с ними везде, где бы они ни были, и обращать в рабство всякого, кого брали в плен, и что каждый мусульманин, который погибнет в бою, обязательно попадет в рай.

## Упадок

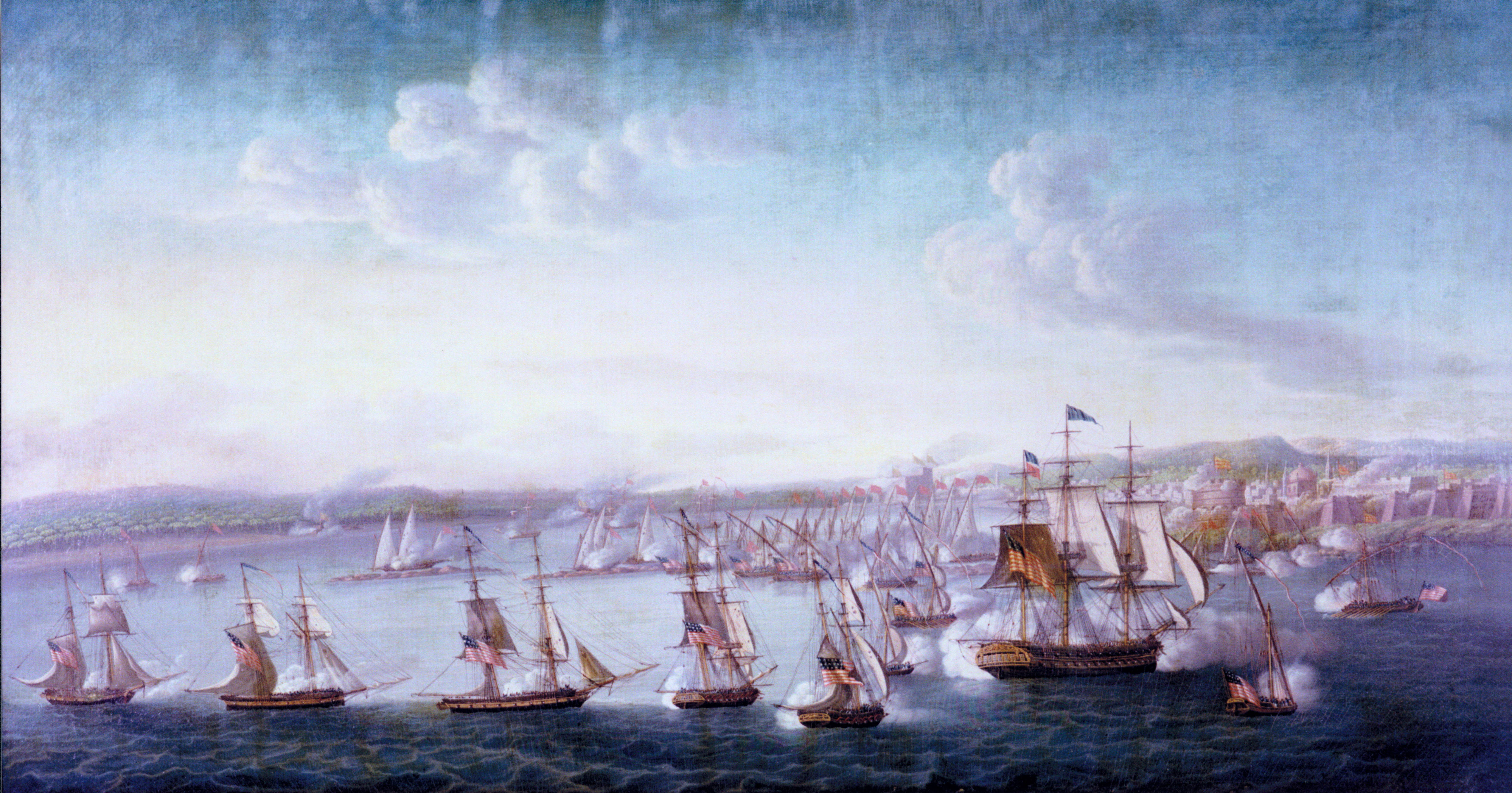
Экспедиция ВМС США под командованием Эдварда Пребла: канонерские лодки и укрепления в Триполи, 1804 г.

В начале XIX века Соединенные Штаты в союзе с рядом европейских стран успешно провели Первую и Вторую берберийскую войну против пиратов. Берберийские войны были прямым ответом Великобритании, Франции и Нидерландов на набеги и работорговлю берберских пиратов, которая закончилась в 1830-х годах, когда регион был завоеван Францией. Торговля белыми рабами и рынки в Средиземноморье сократились и в конечном итоге исчезли после европейской оккупации.
После англо-голландского рейда в 1816 году на Алжир, который вывел из строя большую часть пиратского флота, алжирский дей был вынужден согласиться на условия, которые включали прекращение практики порабощения христиан, хотя торговля рабами из числа неевропейцев всё ещё могла продолжаться. После поражения в этих войнах берберские государства пришли в упадок.
Тем не менее, берберские пираты не прекратили свою деятельность, поэтому в 1824 году Великобритания осуществила очередной рейд на Алжир. Франция вторглась в Алжир в 1830 году, установив над ним колониальное правление. Тунис также был захвачен Францией в 1881 году. Триполи вернулся под прямое османское правление в 1835 году, а затем попал под власть Италии в итало-турецкой войне 1911 года. Приняв законы против работорговли, европейские колониальные власти фактически прекратили её.
Слово razzia (облава) попало в итальянский и французский языки из магрибского арабского диалекта (слово ghaziya означало «пиратский набег»).